# Rasch (Breitenbrunn)
Rasch ([ʁaʃ] ) ist ein Gemeindeteil des Marktes Breitenbrunn im Landkreis Neumarkt in der Oberpfalz in Bayern.

## Lage
Das Kirchdorf liegt auf der Hochfläche des Oberpfälzer Jura, ca. 4 km nordöstlich von Breitenbrunn. Südlich führt die Kreisstraße NM 2 vorbei, an die der Ort über mehrere Straßen angeschlossen ist.

## Geschichte
Im Jahr 1180 sind Adelige in Rasch erwähnt. Schon im 13. Jahrhundert stand in dem Ort ein romanisches Kirchlein. Es war den Vierzehn Nothelfern geweiht. Noch 1602 berichtete der Eichstätter Generalvikar Vitus Priefer in seinen Visitationsprotokollen, dass das Gotteshaus von Rasch als Schutzpatrone die Vierzehn Nothelfer habe. Seit der späten Barockzeit ist der hl. Vitus der Kirchenpatron.
Die Ortschaft Rasch gehörte, wie nahezu alle Orte der Breitenbrunner Gegend, zur Herrschaft Breitenegg-Breitenbrunn. Diese Herrschaft, die auch die Blutgerichtsbarkeit umfasste, hatte Hadmar (II.) von Laaber von Graf Gebhard VII. 1302 erworben. Durch Verkauf ging diese 1433 an  Heinrich IV. von Gumppenberg über; er war Rat der Ingolstädter und Landshuter Herzöge und seit 1411 Erblandmarschall von Oberbayern. Heinrich der IV. von Gumppenberg gab 1463 die Herrschaft durch Verkauf wieder an die Edlen von Laaber zurück. Im Jahre 1465 fielen das Breitenegger Territorium und folglich auch der Ort Rasch an Konrad Erbmarschall zu Pappenheim, da seine Gemahlin Dorothea von Laaber als Erbin eingesetzt worden war. Von 1473 bis 1592 war die Herrschaft Breitenegg und damit auch Rasch in Besitz der Wildensteiner. An dieses Geschlecht erinnert nicht nur die Burg Wildenstein bei Dietfurt a. d. Altmühl, sondern auch eine spätgotische Monstranz aus dem Jahre 1507 und drei Grabdenkmäler in der Pfarrkirche von Breitenbrunn.
In dem 1618 über die Herrschaft Breitenegg angelegten Salbuch war vermerkt, dass zur Herrschaft Breitenegg vier Untertanen (Mannschaften) und zum Amt Velburg (später Amt Hemau) des Herzogtums Pfalz-Neuburg sechs Untertanen gehörten. Am 2. Mai 1624 übereignete Kurfürst Maximilian I. von Bayern (1597–1651) die Herrschaft Breitenegg-Breitenbrunn seinem verdienten Generalleutnant Johann T’Serclaes von Tilly (1559–1632). 1635 erhielt er von Kaiser Ferdinand II. (1578–1637) den Blutbann über die Herrschaft Breitenegg, und 1649 wurde die Herrschaft zur reichsfreien unmittelbaren Grafschaft erhoben. Rasch war somit bis 1744 ein Tillyscher Ort, als Ignaz Joseph von Gumppenberg die Reichsgrafschaft Breitenegg-Breitenbrunn von seiner Großtante, der Gräfin von Montfort († 1744), die eine geborene Reichsgräfin von Tilly war, erbte.
Max Joseph Reichsfreiherr von Gumppenberg (1750–1792) verkaufte am 7. März 1792 die Grafschaft Breitenegg-Breitenbrunn an Kurfürst Karl Theodor von Bayern;  Rasch, aus 17 Anwesen bestehend, wurde somit kurbayerisch. Von 1792 bis 1803 gehörte das Dorf zum Landgericht „Breiteneck“ mit Sitz in Breitenbrunn. Von 1803 bis 1821 war Rasch beim Kurfürstlichen Landgericht Neumarkt und ab 1821 beim Königlichen Landgericht Hemau. Rasch kam 1808 zum Altmühlkreis (Hauptstadt Eichstätt), 1810 zum Oberdonaukreis (Hauptstadt Eichstätt) und schließlich 1817 zum Regenkreis (Hauptstadt Regensburg), der 1838 in Kreis Regensburg und Oberpfalz umbenannt wurde. Als 1862 das Bezirksamt Hemau im Regierungsbezirk Oberpfalz errichtet wurde, teilte man Rasch, zur Gemeinde Buch gehörend, diesem Bezirksamt und darin dem Landgericht Hemau zu. Schließlich kam die Gemeinde Buch und damit auch Rasch 1880 zum Bezirksamt Parsberg, das 1938 zum Landkreis Parsberg wurde.
Sowohl im Ersten als auch im Zweiten Weltkrieg haben mehrere jüngere Bürger von Rasch auf verschiedenen europäischen Kriegsschauplätzen ihr Leben lassen müssen. Aus dem Ersten Weltkrieg (1914–1918) sind vier und aus dem Zweiten Weltkrieg (1939–1945) 15 Soldaten nicht mehr heimgekehrt.
In der Nacht vom 24. auf den 25. April 1945 erfolgte der Einmarsch der Amerikaner in das Gebiet von Daßwang, Kemnathen und Rasch, welches zuvor noch von SS-Verbänden verteidigt wurde.
Mit Wirkung vom 15. Juni 1947 hat Bischof Michael Rackl von Eichstätt die Filialgemeinde Rasch aus Breitenbrunn ausgepfarrt und in die Pfarrei Kemnathen eingegliedert.
Am 9. Juli 1956 stimmte der Gemeinderat von Buch der Ausgliederung der bisher zum Gemeindegebiet gehörigen Ortsflur und Ortschaft Rasch unter gleichzeitiger Eingemeindung in die Gemeinde Kemnathen zu. Die Gemeinde Buch wurde damals durch 1. Bürgermeister Josef Hofmann und die Gemeinde Kemnathen durch 1. Bürgermeister Michael Perras vertreten. Die Gemeinde Kemnathen verpflichtete sich, der Gemeinde Buch als Ausgleich für die entstehende Verminderung ihres Vermögens eine Kapitalabfindung von 30.000 DM zu gewähren. Die Umgemeindung erfolgte zum 1. August 1956.
Als bei der Kreisgebietsreform 1972 der frühere Landkreis Parsberg aufgelöst wurde, kam die Gemeinde Kemnathen mit ihren zehn Gemeindeteilen, darunter Rasch, zum größer gewordenen Landkreis Neumarkt i. d. Opf. Am 1. Januar 1978 erfolgte die Eingliederung der Gemeinde Kemnathen und somit auch Rasch, in den Markt Breitenbrunn.

### Einwohnerzahl
- 1835: 112 (19 Häuser)[9]
- 1871: 129 (60 Gebäude; 16 Pferde, 104 Rinder)[10]
- 1937: 162[11]
- 1950: 144[12]
- 1961: 164 (31 Wohngebäude)[13]
- 1987: 178 (40 Wohngebäude, 47 Wohnungen)[14]

## Kirche St. Vitus

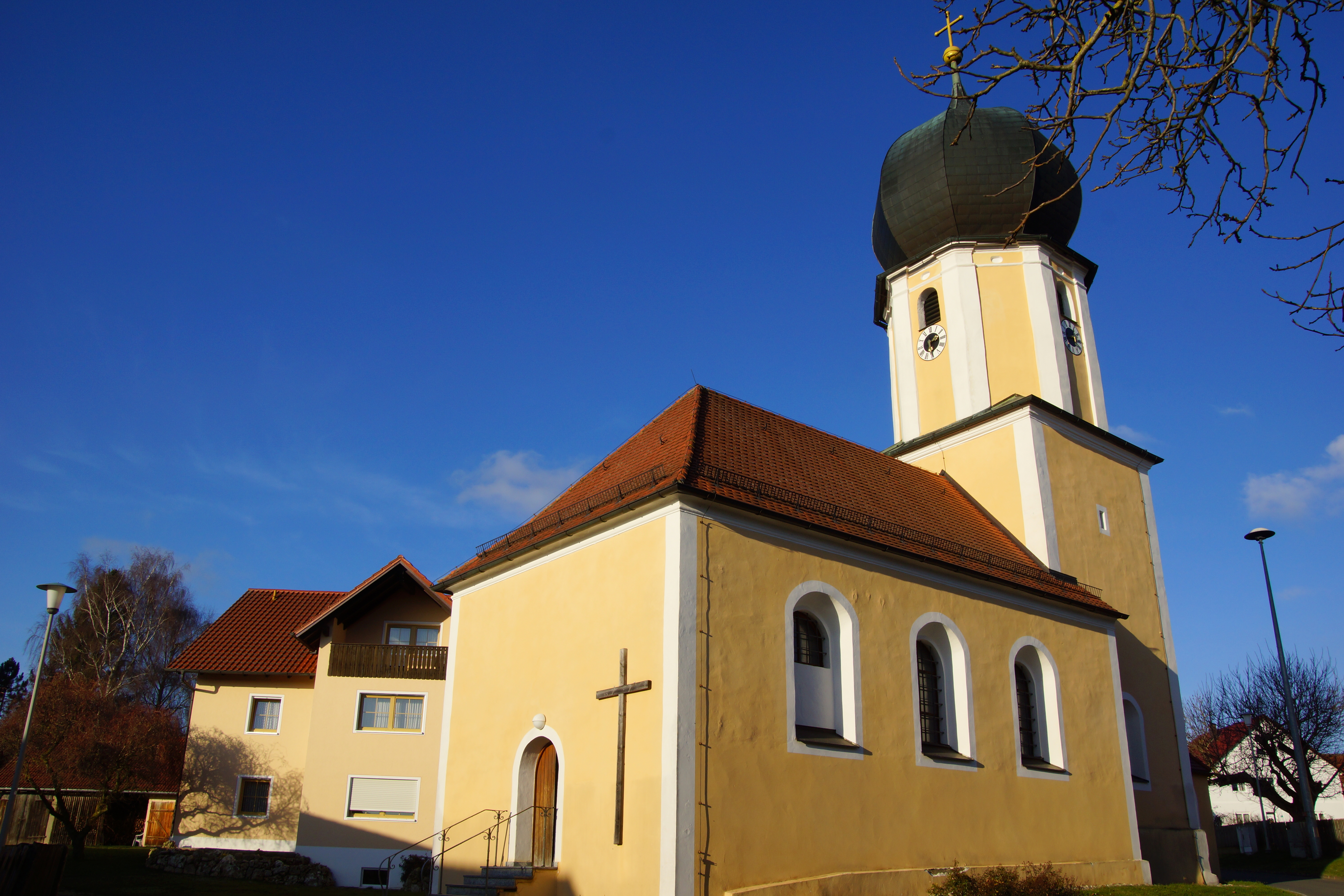
Katholische Filialkirche St. Vitus

Die St.-Vitus-Kirche von Rasch steht auf einer kleinen Anhöhe inmitten von Rasch. Das Gotteshaus ist wegen seiner Kunstschätze immer wieder Ziel auswärtiger Besucher.
Die Kirche St. Veit, wie sie früher genannt wurde, ist eigentlich eine romanische Anlage des 13. Jahrhunderts, welche einst den heiligen 14 Nothelfern geweiht war. Im 18. Jahrhundert erkor man den hl. Märtyrer Vitus zum alleinigen Kirchenpatron. Sein Gedenktag wird nach dem liturgischen Kalender der Kirche am 15. Juni gefeiert.
Der älteste Bauteil der Kirche ist der Turm mit einem eingezogenen quadratischen Chor und einem schlichten Kreuzgewölbe. Die Kuppel des Turmes stammt aus der Barockzeit. Das Langhaus ist flach gedeckt. Die Kirche war 1734 laut zeitgenössischer Berichten völlig ruiniert; bald danach wurde das Gotteshaus restauriert und mit einer Barockausstattung versehen. 1864 wurde das Gotteshaus im neuromanischen Stil umgestaltet. So wurde 1887 auch ein Deckenfresko durch den Kirchenmaler Johann Spitzner angebracht. Weitere Außen- und Innenrenovierungen fanden 1970, 1993 und 1996 bis 1997 statt. Dabei wurde das Turmdach neu verschalt und mit einem Kupferblech versehen.

## Schulische Verhältnisse
Am 20. Februar 1811 verordnete das Generalkommissariat des Oberdonaukreises die Einschulung der Kinder der Ortschaft Rasch nach Kemnathen. In den Jahren zuvor hatten sie die Schule von Breitenbrunn besucht.
Vor und nach 1945 gingen die Rascher Kinder in die Schule nach Kemnathen. Mit Wirkung vom 16. Juni 1969 wurde die Kath. Bekenntnisschule Kemnathen aufgelöst und die öffentliche Volksschule Kemnathen errichtet, die allerdings nur noch die Klassen der Grundschule umfasste. Die Hauptschüler der Gemeinde Kemnathen und somit auch von Rasch besuchen seit 1969 die Volksschule Breitenbrunn, während Realschüler und Gymnasiasten die Schulen in Parsberg besuchen.
Mit Wirkung vom 9. August 1980 hat die Regierung der Oberpfalz die Grundschule Wissing-Kemnathen errichtet. Je zwei Klassen (1. und 2. Klasse) der Unterstufe wurden im Schulhaus Kemnathen und zwei weitere (3. und 4. Klasse) im Schulhaus Wissing unterrichtet. Seit der Schließung des Schulverbundes Wissing-Kemnathen im Jahr 2008 werden die Schüler der Unterstufe ebenfalls in Breitenbrunn unterrichtet.

## Erneuerung der Dorfinfrastruktur
Rasch erhielt 1912 eine Wasserversorgungsanlage. Damit war Rasch vielen anderen Dörfern im Jura weit voraus, die Trinkwassernot gehörte der Vergangenheit an.
Als nach dem Zweiten Weltkrieg, in der Zeit des „deutschen Wirtschaftswunders“, die Motorisierung auch auf dem Lande immer weiter voranschritt, wurde es notwendig, die Straßen staubfrei zu machen. 1961 wurden in Rasch die Ortsstraßen mit einer Teerdecke versehen. Eine bessere Verkehrsanbindung brachte der Ausbau der Staatsstraße 2234 von der Bundesstraße 8 bei Daßwang bis Dietfurt. Unter Leitung des Flurbereinigungsamtes Regensburg wurde im Bereich von Rasch 1970 bis 1975 die Flurbereinigung durchgeführt.
Im Jahre 1972 wurden die Ortsstraßen neu ausgebaut und verbreitert sowie die Straßenbeleuchtung installiert.
Im Sinne des Umweltschutzes und einer geregelten Abwasserbeseitigung wurde in den Jahren 1995 und 1996 bei einem Kostenaufwand von rund 1.000.000 DM die Kanalisation durchgeführt und im Dezember 1996 an die Kläranlage Kemnathen angeschlossen. Dabei wurden im Zuge der Kanalisation Haupt- und Nebenstraßen mit einem Kostenanteil von 200.000 DM teils neu gebaut.
Nachdem aufgrund der Schließung des Wirtshauses in Rasch ein kultureller Mittelpunkt fehlte, wurde zwischen 2005 und 2007 ein Dorfhaus errichtet, welches gleichzeitig als Feuerwehrhaus und Vereinsheim für die Ortsvereine dient.

## Freiwillige Feuerwehr Rasch
Im Jahre 1881 übernahm König Ludwig II. von Bayern (1864–1886) die Schirmherrschaft über alle Freiwilligen Feuerwehren (FF) im Lande. Aufgrund dessen wurde das Wachstum des Feuerwehrwesens maßgeblich beschleunigt. So wuchs die Zahl der Freiwilligen Feuerwehren im Königreich Bayern von 206 Feuerwehren im Jahr 1868 auf 6870 Feuerwehren um die Jahrhundertwende. Im Zuge dieser Gründungswelle wurde in Rasch am 22. März 1898 eine Freiwillige Feuerwehr gegründet. Aus dem ersten Eintrag in das Protokollbuch  geht hervor, dass bei der Gründung 23 Bürger des Ortes dem neuen Verein beitraten. Zum ersten Vorstand wählten die Gründungsmitglieder Bürgermeister Johann Schön, zum Kommandanten Georg Beer.
Die Gründungsjahre waren geprägt von einer zunächst finanziell angespannten Situation und anfänglichen Vorurteilen der Rascher Bevölkerung gegenüber der jungen Feuerwehr, wie aus den Versammlungsberichte vom 26. Januar 1899 hervorgeht. In den Jahren 1898 bis 1908 kam die FF Rasch wiederholt zum Einsatz: 1898 in Rasch, 1904 in Daßwang, 1907 in Buch und 1908 zweimal in Kemnathen. 1908 gab es auch erstmals einen Wechsel in der Vorstandschaft. Neuer Vorstand wurde Georg Herrmann.
Auch in der Zeit vom Ersten bis zum Ende des Zweiten Weltkriegs versah die FF Rasch unabhängig von den politischen Ereignissen ihren aktiven Dienst gewissenhaft und zuverlässig, obwohl sie durch die Einberufung zahlreicher Mitglieder zum Kriegsdienst nur stark eingeschränkt agieren konnte.
Bald nach dem Ende der Hitlerdiktatur und dem völligen Zusammenbruch begannen sich die Freiwilligen Feuerwehren in Stadt und Land neu zu organisieren. Am 12. Juli 1946 fand unter der Leitung des Kommandanten Johann Schön der erste Feuerwehrappell statt und am 15. Dezember 1946 wurde zum ersten Mal nach dem Zweiten Weltkrieg wieder eine Generalversammlung abgehalten.
Nachdem 1980 erstmals Prüfungen für das Feuerwehr-Leistungsabzeichen erfolgten, wurde 1982 ein Feuerwehrhaus in Eigenleistung errichtet. 1983 konnte das 85-jährige Bestehen der FF Rasch gefeiert werden. 1984 erhielt die Feuerwehr eine fahrbare TS 8 (Tragkraftspritze 8) mit Anhänger. Diese kam in der Folgezeit bei mehreren Bränden zum Einsatz, so beispielsweise 1993 bei einem Brand in Langenthonhausen oder 1994 bei einem Ackerbrand in Kemnathen. Seit 1995 engagiert sich die FF Rasch auch in der Jugendarbeit. Ein Jugendwart kümmert sich um die Ausbildung der jugendlichen Mitglieder. Dabei wird regelmäßig die Bayerische Jugendspange und die Jugendflamme abgelegt. 1998 wurde schließlich das 100-jährige Bestehen gefeiert.
Mit der Fertigstellung des neuen Dorfhauses im Jahre 2007 konnte auch die Freiwillige Feuerwehr Rasch zusammen mit dem Frauenkreis Rasch ihr neues Vereinsdomizil in Besitz nehmen, in dem seitdem Sitzungen und Jahreshauptversammlungen stattfinden.

## Vereine
- Freiwillige Feuerwehr Rasch
- Frauenkreis Rasch
- Krieger- und Reservistenkameradschaft Kemnathen/Rasch